# کیت پیرسون

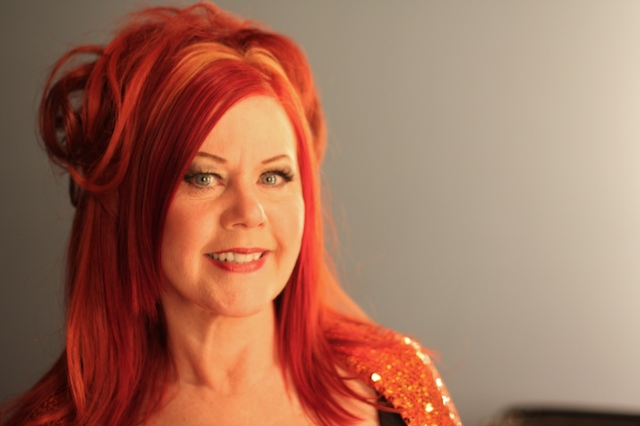
موسیقی دان امریکاییی

کیت پیرسون (انگلیسی: Kate Pierson؛ زادهٔ ۲۷ آوریل ۱۹۴۸) یک موسیقی‌دان اهل ایالات متحده آمریکا است.
 وی از سال ۱۹۷۲ میلادی تاکنون مشغول فعالیت بوده‌است.